# Keren Elazari
Keren Elazari, hebr. קרן אלעזרי (ur. 1986 w Tel Awiwie) – izraelska analityczka oraz ekspertka do spraw bezpieczeństwa cybernetycznego.
Jest starszym pracownikiem naukowym w Interdyscyplinarnym Centrum Badań nad Cyberprzestrzenią Uniwersytetu w Tel Awiwie, a także adiunktem na Singularity University w Kalifornii. Jej zainteresowania badawcze obejmują przyszłość cyberbezpieczeństwa, haktywizm, cyberbezpieczeństwo, cyberpunk oraz biohacking. Wraz z Hillą Meller jest organizatorką „Leading Cyber Ladies”, ruchu, który ma na celu zebranie wszystkich kobiet zajmujących się cyberbezpieczeństwem, na spotkaniach, aby wygłaszać przemówienia i mówić o swojej pracy.
Jej prace badawcze były publikowane m.in. przez Scientific American, Wired, CNN, DEFCON i NATO.
W 2014 Keren Elazari została pierwszą izraelską kobietą, która wygłosiła prelekcję TED. W swoim wystąpieniu Elazari twierdziła, że ujawniając słabe punkty, hakerzy i haktywiści popychają internet, by stał się silniejszy i zdrowszy, wykorzystując swoją moc do tworzenia lepszego świata. Jej przemówienie zostało wybrane jako jeden z pomysłów o największej sile oddziaływania spośród wygłoszonych podczas TED w 2014 roku.

## Publikacje
- Women in Tech: Take Your Career to the Next Level with Practical Advice and Inspiring Stories, Sasquatch Books, 2016, ASIN B010ZZYJSI